# 澳洲隆胎鳚
澳洲隆胎鳚（學名：Emblemaria australis），為輻鰭魚綱鳚形目煙管鳚科隆胎鳚屬的一種，分布於西南大西洋巴西海域，深度10至30公尺，本魚體延長，頭略尖，無刺，吻部有2條光滑的縱脊，口腔頂部前側各有一排牙齒，頭部兩側從眼睛到背鰭各有一個肉質褶皺邊緣的凹槽，眼上有1條觸鬚，無側線、無鱗片，背鰭硬棘18-20枚、背鰭軟條32-35枚，雄魚第1背鰭棘長呈絲狀，臀鰭硬棘2枚、臀鰭軟條20-22枚，雄魚頭部為深褐色，沿身體前半部逐漸褪色為後半部為淺黃褐色，背部上部有8道不規則的棕色條紋，前半身的條紋較深並延伸至側腹，後半身的條紋較淺，體中側深有一排深色斑點，尾鰭淡黃色，臀鰭前部為深橄欖色，後部逐漸變淺為清晰，沿其基部有一條細小的藍色白色條紋，體長可達2.7公分，棲息在沙石底質水域，通常躲在蠕蟲空巢穴，以浮游動物為食，雌魚產附著性卵，由雄魚守護魚卵，生活習性不明。